# Richard Swan
Pour les articles homonymes, voir Swan.
Richard Gordon Swan (1933-) est un mathématicien américain spécialiste d'algèbre, en particulier de K-théorie algébrique.

## Biographie
Swan a été Putnam Fellow en 1952 et étudiant à l'université de Princeton, où il a soutenu en 1957 une thèse dirigée par John Coleman Moore. Il a été professeur à l'université de Chicago.
Il est connu pour le théorème de Serre-Swan (en) (ou théorème de Swan), qui établit une équivalence entre une catégorie de nature topologique, celle des fibrés vectoriels sur un espace compact, et une catégorie plus algébrique, celle des modules projectifs de type fini sur un certain anneau commutatif. C'est l'analogue d'un théorème de géométrie algébrique démontré auparavant par Jean-Pierre Serre.
Charles A. Weibel (en) et Steven Landsburg (en) ont figuré parmi ses étudiants de thèse.
En 1970, il a été orateur invité au congrès international des mathématiciens à Nice ; sa conférence s'intitulait Algebraic K-theory. La même année, il a reçu un prix Cole en algèbre pour son article qui caractérise les groupes libres comme les groupes dont la dimension cohomologique est égale à 1. (John Stallings (en), qui avait démontré auparavant le cas particulier où le groupe est de type fini, fut corécipiendaire du prix.)

## Sélection de publications
- (en) The Theory of Sheaves, University of Chicago Press, 1964
- (en) Algebraic K-Theory, Springer, coll. « Lecture Notes in Math. » (no 76), 1968
- (en) « Vector bundles and projective modules », Trans. Amer. Math. Soc., vol. 105,‎ 1962, p. 264-277